# Pallavolo agli VIII Giochi panamericani - Torneo maschile
Il VII campionato di pallavolo maschile ai Giochi panamericani si è svolto dal 4 al 12 luglio 1979 a Caguas, a Porto Rico, durante gli VIII Giochi panamericani. Al torneo hanno partecipato 8 squadre nazionali nordamericane e sudamericane e la vittoria finale è andata par la terza volta a Cuba.

## Squadre partecipanti
| - Brasile - Canada - Cuba - Messico - Porto Rico - Rep. Dominicana - Stati Uniti - Venezuela |

## Classifica finale
| Classifica | Squadre         |
| ---------- | --------------- |
|            | Cuba            |
|            | Brasile         |
|            | Canada          |
| 4          | Messico         |
| 5          | Stati Uniti     |
| 6          | Porto Rico      |
| 7          | Rep. Dominicana |
| 8          | Venezuela       |